# Imaginos
Imaginos è l'undicesimo album in studio dei Blue Öyster Cult, pubblicato nel 1988.
Si tratta di un concept album, originariamente destinato ad essere un progetto solista di Pearlman e Bouchard. Uscì sotto il nome Blue Öyster Cult per considerazioni di carattere pratico.
L'album contiene il remake di due canzoni già presenti nell'album del 1972 Secret Treaties, ovvero Astronomy e Subhuman (qui ridenominata Blue Öyster Cult).

## Tracce
1. I Am the One You Warned Me Of – 5:04 –  (Albert Bouchard, Sandy Pearlman, Donald Roeser)
2. Les Invisibles – 5:33 –  (Albert Bouchard, Sandy Pearlman)
3. In the Presence of Another World – 6:26 –  (Joe Bouchard, Sandy Pearlman)
4. Del Rio's Song – 5:31 –  (Albert Bouchard, Sandy Pearlman)
5. The Siege and Investiture of Baron von Frankenstein's Castle at Weisseria – 6:43 –  (Albert Bouchard, Sandy Pearlman)
6. Astronomy – 6:47 –  (Joe Bouchard, Albert Bouchard, Sandy Pearlman)
7. Magna of Illusion – 5:53 –  (Albert Bouchard, Sandy Pearlman, Donald Roeser)
8. Blue Öyster Cult – 7:18 –  (Eric Bloom, Sandy Pearlman)
9. Imaginos – 5:46 –  (Albert Bouchard, Sandy Pearlman)

## Formazione
- Eric Bloom – voce solista nelle tracce 1, 3 e 4
- Albert Bouchard – chitarra, percussioni, seconda voce nella traccia 8
- Joe Bouchard – basso, tastiere, voce
- Allen Lanier – tastiere
- Donald "Buck Dharma" Roeser – chitarre, voce solista nelle tracce 2, 6 e 7; seconda voce nella traccia 8

### Turnisti di supporto ed ospiti
- Kenny Aaronson – basso
- Thommy Price – batteria
- Jack Secret – voci aggiunte
- Tommy Morrongiello – chitarre, arrangiamenti e voci
- Jack Rigg – chitarre
- Tommy Zvoncheck – tastiere
- Shocking U – voci di sottofondo in In the Presence of Another World
- Joe Cerisano – voce solista in The Siege and Investiture of Baron von Frankenstein's Castle at Weisseria
- Jon Rogers – voce solista in Imaginos
- Daniel Levitin – voci di sottofondo
- Marc Biedermann
- Kevin Carlson
- Robby Krieger – chitarra solista in Blue Öyster Cult e Magna of Illusion
- Aldo Nova
- Joe Satriani – chitarra solista in The Siege and Investiture of Baron von Frankenstein's Castle at Weisseria